# Nikolajevský incident

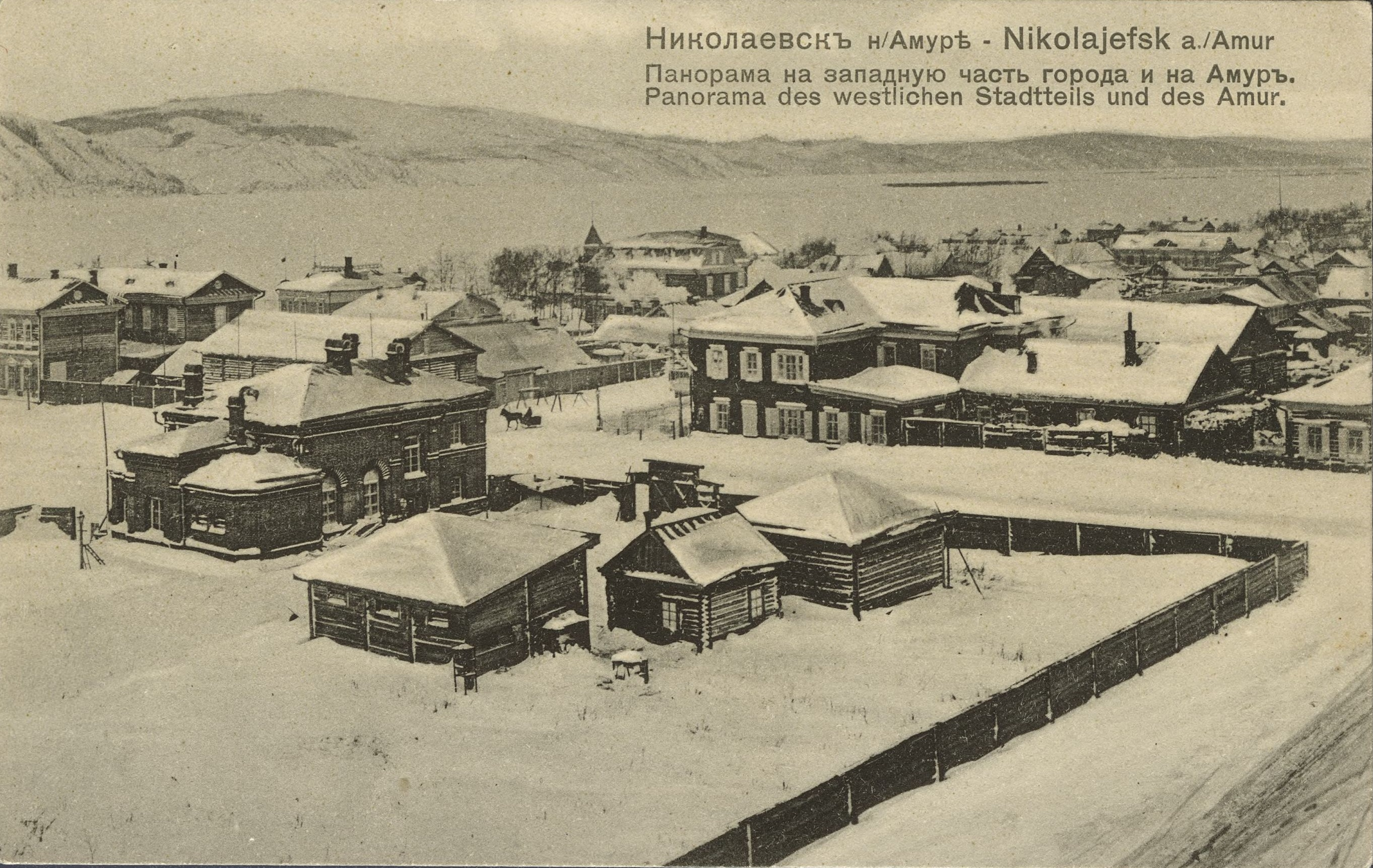
Nikolajevsk na Amuru okolo roku 1900

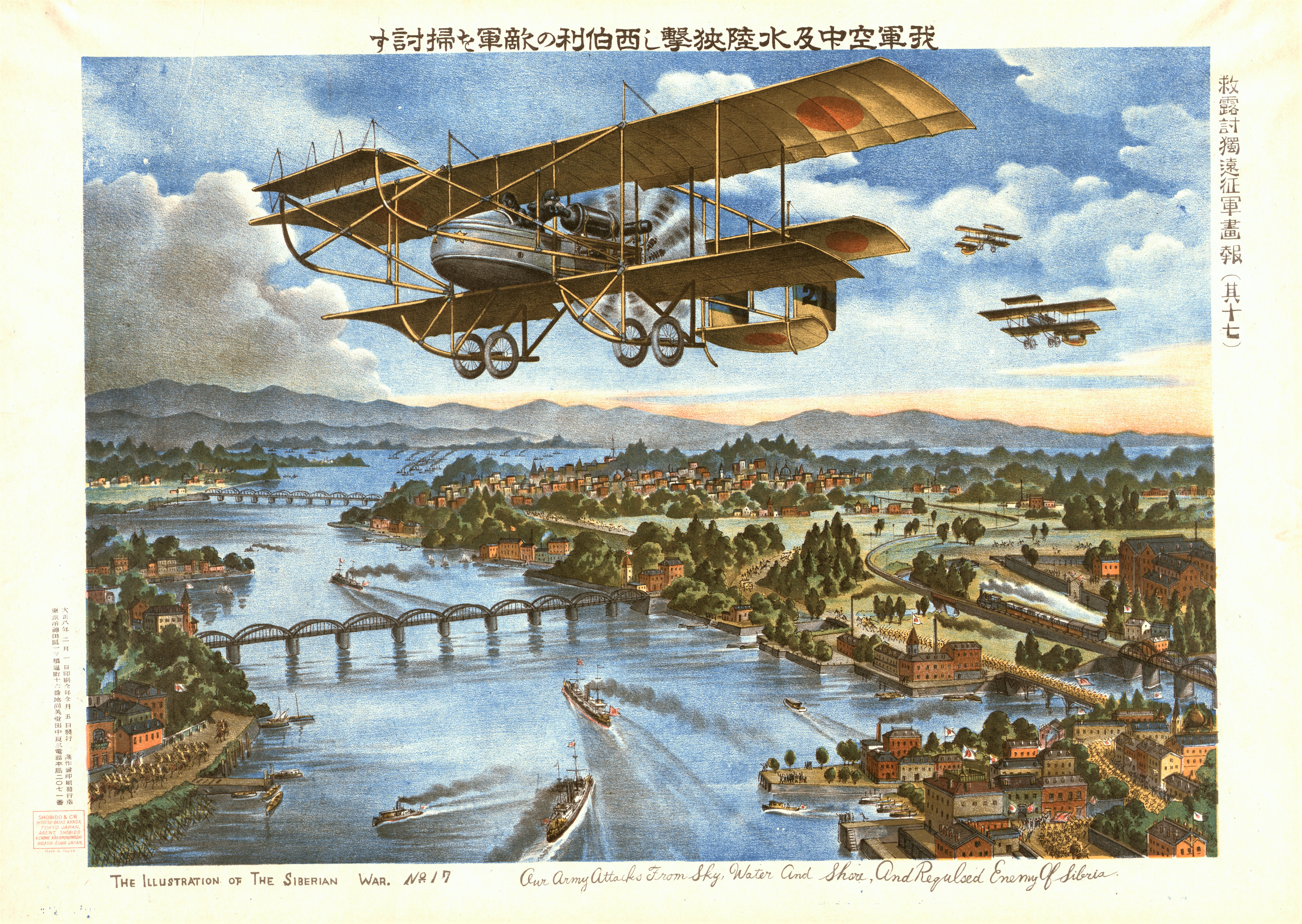
„Naše armáda útočí z nebe, vody a břehu a zahnala nepřítele Sibiře“ - litograf japonské válečné propagandy během Ruské občanské války, ukazující japonskou okupaci Chabarovska

Nikolajevský incident (rusky Николаевский инцидент, japonsky 尼港事件) byl ozbrojený incident mezi bolševiky, bělogvardějci a japonskou intervenční armádou v Nikolajevsku na Amuru (tehdy pouze Nikolajevsk) v roce 1920, během kterého bylo z rozkazu místního bolševického velitele J. I. Trjapicyna zmasakrováno velké množství zajatců i civilistů a město Nikolajevsk bylo do základu zničeno.

## Předcházející události
V září 1918 byl Nikolajevsk okupován japonskou intervenční armádou. Na počátku roku 1920 se ve městě nacházela vedle ruských obyvatel města a přibližně 300 bělogvardějců i posádka 14. pěchotní divize japonské císařské armády o síle 350 mužů a přibližně 450 japonských civilistů.
V lednu 1920 Nikolajevsk obklíčil velký oddíl bolševických partyzánů pod vedením anarchisty[zdroj?] Jakova Ivanoviče Trjapicyna o síle přibližně 3000 mužů. 24. února 1920 uzavřeli Japonci s bolševiky příměří, na jehož základě mohli bolševici vstoupit do města. Nějakou dobu po vstupu do města však začali bolševici vyvlékat z domů a popravovat místní bělogvardějce.
12. března 1920 Japonci na bolševiky neočekávaně zaútočili. Boj trval několik dní a skončil vítězstvím bolševiků. Večer 14. března 1920 došlo ke zničení hlavních japonských sil a poslední japonská jednotka kapitulovala v poledne 15. března 1920. Velká část japonských vojáků v boji zahynula, menší padla do zajetí.

## Vlastní incident
Na konci května 1920 se rozšířila zpráva, že byly z Chabarovska na Nikolajevsk vyslány oddíly japonské intervenční armády. Současně nad městem začaly výzvědné lety japonských hydroplánů. Trjapicyn v rozporu s rozkazem vyššího velení rozhodl město nebránit a naopak jej evakuovat a ustoupit do tajgy. Nebolševické civilní obyvatelstvo, stejně jako bělogvardějce a Japonce, kteří ve městě jako zajatci zůstali, nechal zastřelit, budovy ve městě zapálit či vyhodit do povětří.

## Následné události
Po incidentu Trjapicyn vyrazil se svou milenkou, dvaadvacetiletou eserkou Ninou Lebeděvovou, náčelnicí štábu Rudé armády v Nikolajevsku, za ustupujícími bolševickými oddíly. Za jimi spáchaná zvěrsta byli oba posléze bolševiky zatčeni, v červenci 1920 odsouzeni k smrti a následně zastřeleni.
Zvěrstva spáchaná Trjapicynem využili Japonci jako důvod pokračování okupace blízkého Sachalinu, kde měla jejich přítomnost zamezit opakování podobných událostí.